# Positions politiques de Donald Trump
Pour un article plus général, voir Donald Trump.
 (août 2023).

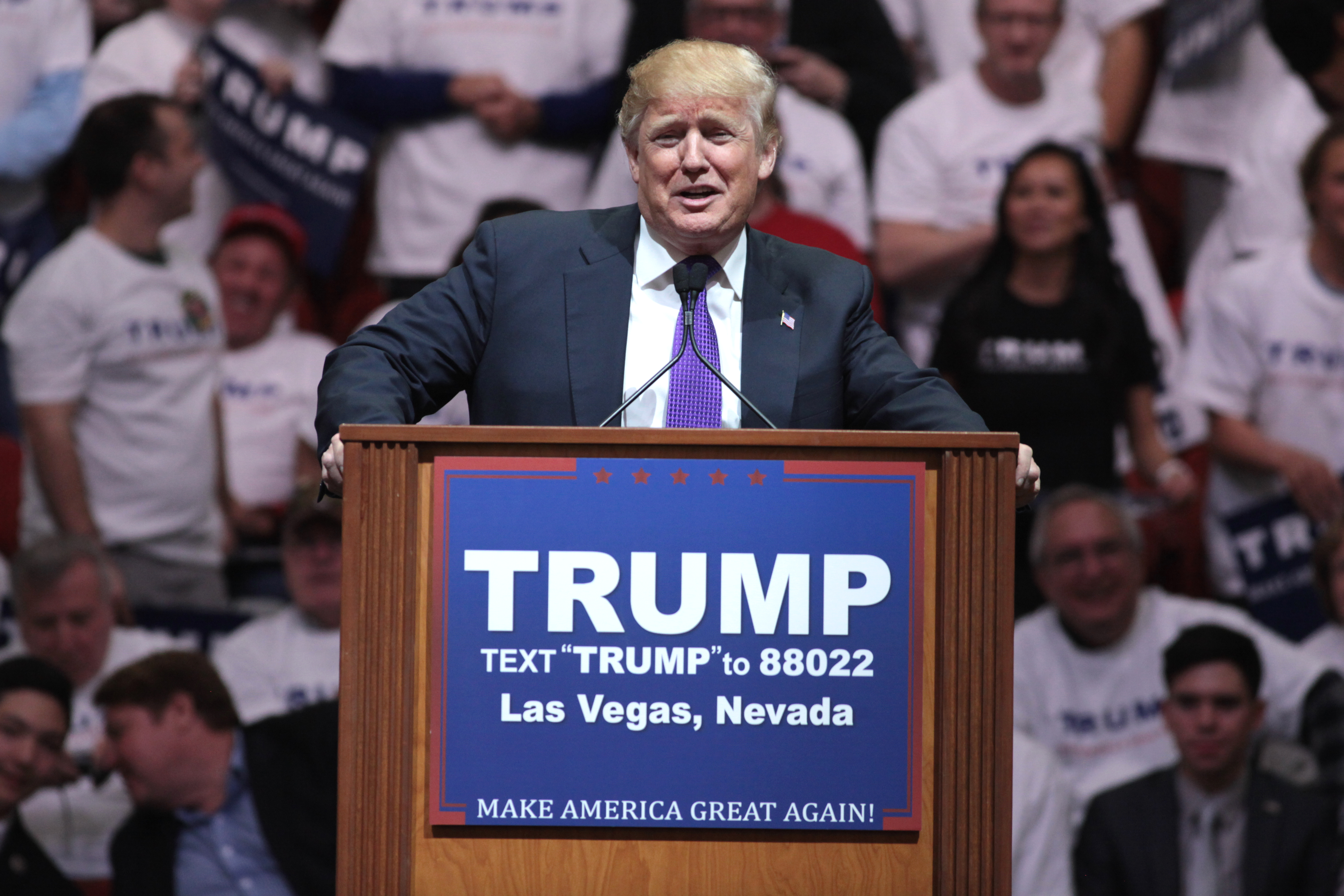
Donald Trump en meeting pendant sa campagne présidentielle, en février 2016.

Donald Trump, 45e et 47e président des États-Unis, en fonction du 20 janvier 2017 au 20 janvier 2021 et à partir du 20 janvier 2025, s'est exprimé sur de nombreux sujets, de manière souvent très polémique. Considéré comme une personnalité politique très atypique aux États-Unis, il se présente lui-même comme un « républicain conservateur », mais ses positions divergent souvent des figures conservatrices traditionnelles du Parti républicain. Il dit être « totalement flexible sur beaucoup, beaucoup de sujets », et revendique sa capacité à être « imprévisible », ce qui le conduit régulièrement à changer de position.

## Affaires étrangères et défense nationale

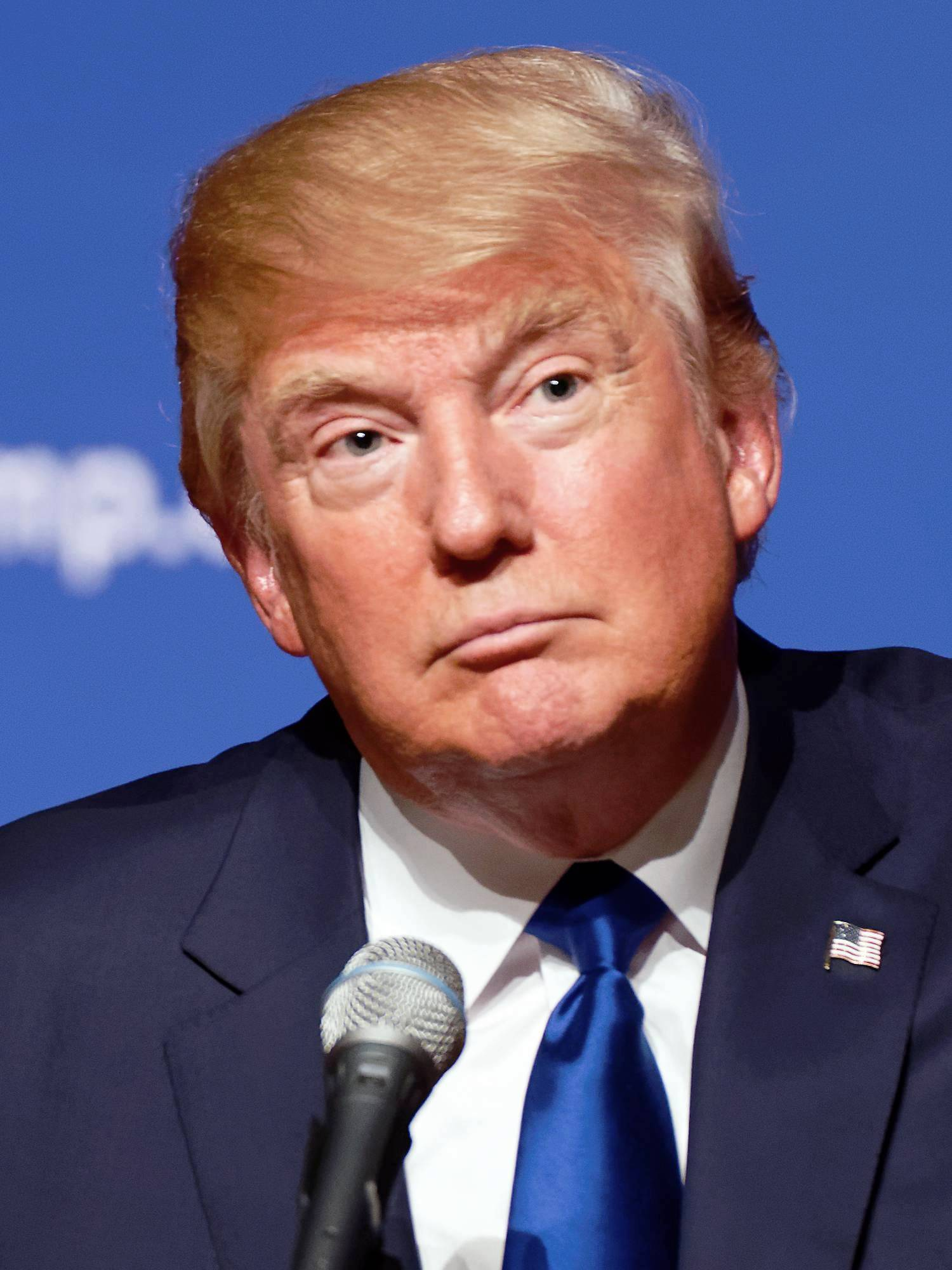
Donald Trump en 2015.

Lors de sa campagne électorale de 2015-2016, les observateurs soulignent l'isolationnisme,,,, le protectionnisme,, le non-interventionnisme et le paléo-conservatisme, de son programme. S'il renie le terme d'isolationniste, il résume son orientation par le slogan « L'Amérique d'abord » (« America First »), associé aux États-Unis au comité America First, qui s'opposa à l'entrée des États-Unis dans la Seconde Guerre mondiale. Cette ligne lui attire l'hostilité des néo-conservateurs du Parti républicain — susceptibles de lui préférer Hillary Clinton pour cette raison en cas de duel —, et le distingue des orientations interventionnistes et néoconservatrices qui structurent la politique étrangère des États-Unis, en particulier celle mise en œuvre sous les deux précédents présidents républicains (George H. W. Bush et George W. Bush). Rejeté par la grande majorité des experts républicains en matière de politique étrangère, il s'entoure principalement d'anciens militaires pour le conseiller. Donald Trump indique avoir délibérément choisi des analystes n'ayant pas exercé récemment auprès des sphères dirigeantes.
Estimant que le coût lié au déploiement de l'armée américaine à l’étranger rabaisse les États-Unis au rang de « nation du tiers-monde » et que son pays « ne peut se permettre d’être le gendarme du monde », il privilégie des investissements sur le sol national à l'édification de nations à l'étranger,. Le journaliste Daniel Vernet considère ainsi qu'il « développe ce qu’en France à la fin des années 1950 on appelait le « cartiérisme », du nom d’un journaliste, Raymond Cartier, qui avait inventé la formule « la Corrèze avant le Zambèze ». Se présentant comme un négociateur hors pair dans le monde des affaires, il aborde souvent les conflits internationaux sous l'angle de la négociation et propose de façon récurrente d'obtenir de meilleurs accords internationaux (« a better deal »).
Donald Trump estime que la présidence de Theodore Roosevelt correspond à l'apogée de l'hégémonie américaine et désigne les généraux Douglas MacArthur et George Patton comme ses figures favorites de l'histoire américaine.
Certains observateurs soulignent l'aspect sommaire de sa doctrine en matière internationale,,, voire sa naïveté qui servirait les intérêts de la Russie et de la Corée du Nord, ce qui expliquerait les soutiens que lui ont apporté Vladimir Poutine et Kim Jong-un,. Analysant le discours sur la politique extérieure prononcé par Trump le 27 avril 2016, le journaliste Fred Kaplan (en) y relève de nombreuses incohérences et conclut qu'il s'agit sans doute du « discours de politique internationale le plus insensé jamais donné par un candidat majeur à l’élection présidentielle américaine de l’ère moderne ». Au contraire, pour le chercheur en relations internationales Barthélemy Courmont, Donald Trump n'est ni un « clown » ni un « imbécile » et sa politique étrangère n'est ni « décalée » ni « isolée ». L'historien Timothy Naftali (en) considère que son colistier Mike Pence « ne comble pas ses lacunes » dans le domaine, ce qui « fait de ce « ticket » républicain l’un des moins expérimentés en matière de sécurité nationale et de relations internationales de l’ère moderne » selon le journaliste Shane Harris (en).
Depuis sa réélection en novembre 2024, Donald Trump affirme des ambitions impérialistes, déclarant vouloir faire du Canada le 51e État américain, acquérir le Groenland auprès du Danemark et reprendre le contrôle du canal de Panama. Selon des sources au sein de son équipe de transition citées par le Washington Post, ces positions s'inscrivent dans une stratégie de guerre commerciale visant l'influence chinoise. Pour Romuald Sciora, chercheur associé à l'Institut de relations internationales et stratégiques, elles reflètent une volonté délibérée de démanteler le système multilatéral établi depuis 1945.

### Défense nationale
Donald Trump propose d'augmenter les effectifs de l'armée américaine à 540 000 individus en relevant le plafond du budget de la Défense fixé en 2011 par le Congrès, et reprend à son compte le slogan « La paix par la force » (Peace through strengh) de Ronald Reagan. Il indique ne pas exclure l'usage de l'arme nucléaire, notamment en Europe ou au Moyen-Orient, estimant que cette possibilité renforcerait la position des États-Unis dans les négociations internationales, tout en précisant qu'il serait « le dernier » à l'utiliser,. Le 22 décembre 2016, il déclare sur Twitter qu'il estime que les États-Unis « doivent grandement renforcer et accroître leur capacité nucléaire tant que le monde n'a pas retrouvé la raison dans le domaine des armes nucléaires ».
Lors d'un débat avec Hillary Clinton, il s'engage, concernant l'affaire des e-mails, à « donner l’ordre à [son] ministre de la Justice de nommer un procureur spécial pour faire la lumière sur [sa] situation », et la menace d'emprisonnement.

### OTAN et alliés
À la fin des années 1980, il appelle le Japon et l'Arabie saoudite à dépenser davantage pour leur propre sécurité dans des publicités de presse. Il milite également à cette époque pour la non-prolifération nucléaire, sujet primordial à ses yeux, en proposant que les États-Unis et l'URSS agissent de concert pour annihiler toute arme nucléaire en dehors de leurs territoires respectifs. Il critique à ce sujet la politique de Ronald Reagan, qu'il juge trop laxiste.
En juillet 2000, il défend l'idée que les États-Unis n'investissent pas assez dans l'armement et que la force militaire américaine à l'international est devenue trop faible. Il propose également de désinvestir l'armement en missiles et de se focaliser sur la menace terroriste et les attaques biochimiques.
Souhaitant que les nations alliées des États-Unis telles que l'Arabie saoudite, la Corée du Sud, le Japon et les pays européens contribuent davantage financièrement à leur propre sécurité,, il entend diminuer significativement la participation financière des États-Unis au sein de l'OTAN et de l'ONU,, réduire la présence militaire américaine en Europe et envisage une même perspective dans le Pacifique,,. Il se déclare ouvert à l'idée d'autoriser le Japon et la Corée du Sud à construire leurs propres arsenaux nucléaires plutôt que de dépendre du « parapluie américain » pour leur protection contre la Chine et la Corée du Nord, allant ainsi à l'encontre de décennies de consensus bipartisan aux États-Unis sur la non-prolifération nucléaire. Il remet également en cause l’automaticité de la solidarité entre les membres de l'OTAN au cas où l’un d’eux est attaqué. Le Monde indique : « Si les Américains ont souvent appelé leurs alliés à faire plus pour « partager le fardeau » de la défense, aucun candidat à la Maison-Blanche n’a été aussi loin que M. Trump ». Lors de son premier débat avec Hillary Clinton, il se dit « tout à fait favorable à l'OTAN » mais affirme que la plupart de ses membres « ne paient pas leur juste contribution » et indique qu'il souhaite le réorienter dans la lutte contre le terrorisme,.

### Europe et Union européenne

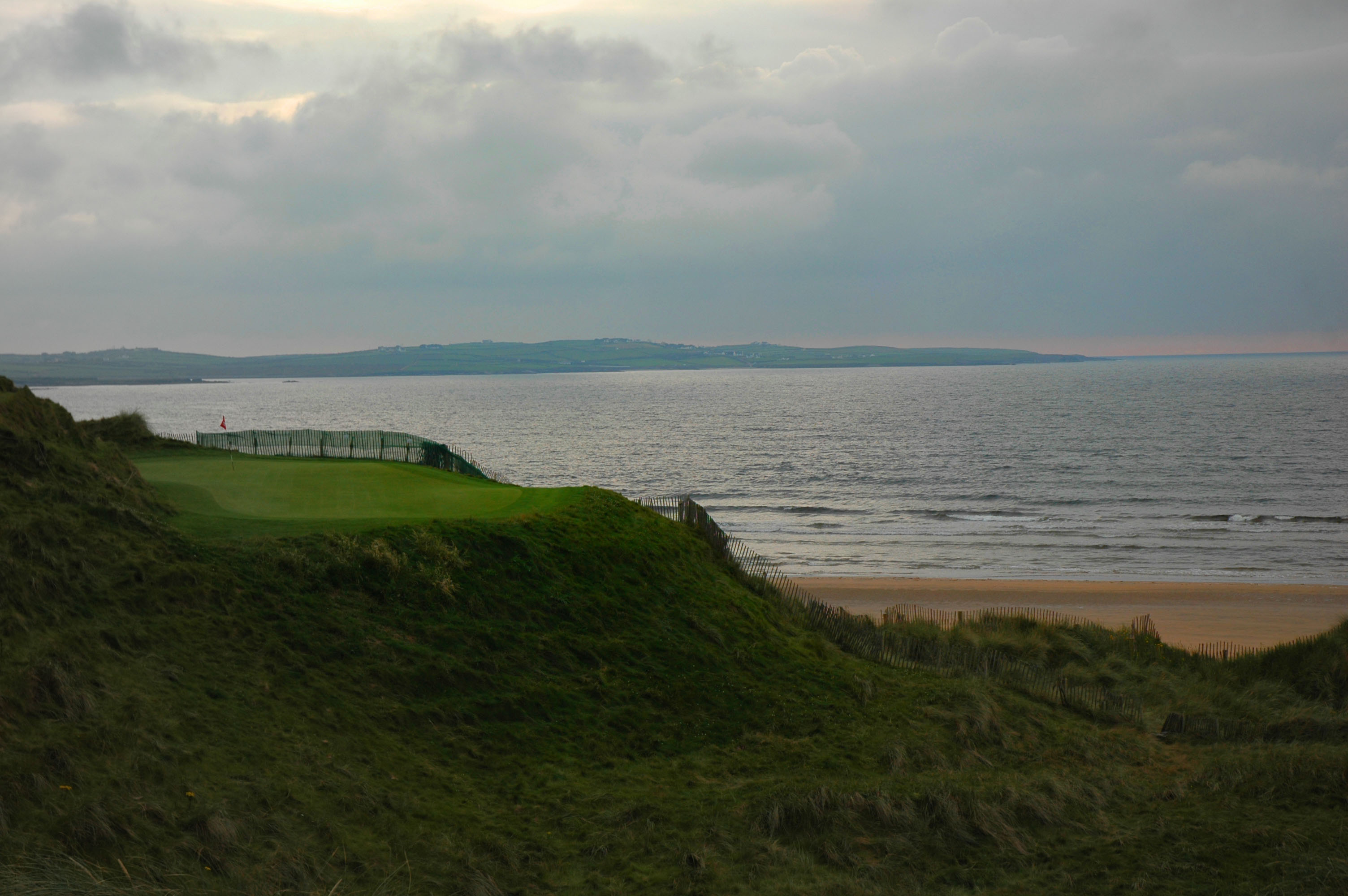
en 2016, l'Irlande rejette la demande la construction d'un mur de défense contre la mer, de 2,8 Km, déposée par Donald Trump pour son golf. Le projet aurait détruit un écosystème de dunes fixées, sur le site des dunes de Carrowmore, à Doonbeg,.

Donald Trump ressent sa relation avec l'Union européenne comme concurrentielle et est mécontent du déséquilibre de la balance commerciale entre les USA et l'Union européenne. Il est convaincu que l'Europe a profité des États-Unis pendant des années ayant déclaré à plusieurs reprise que « l'Union européenne a été créée pour entuber les États-Unis ». Il souhaite vivement favoriser le commerce des États-Unis vers l'Europe et diminuer les exportations européennes vers son pays.
Il se sentirais personnellement persécuté par l'Union européenne, en particulier à cause de l'attitude condescendante des dirigeants européens envers lui lors de son premier mandat;
Il salue régulièrement la décision des Britanniques de se retirer de l'Union européenne, qu'il explique notamment par leur volonté de reprendre la main sur leur politique d'immigration, ; il reçoit au cours de sa campagne Nigel Farage, ex-dirigeant du UKIP dont l'objectif est la sortie de l'Union européenne, et le Néerlandais Geert Wilders, dirigeant du Parti pour la liberté qui souhaite la sortie des Pays-Bas de l'Union européenne,. Viktor Orbán, Premier ministre de Hongrie, salue la victoire de Donald Trump comme une « grande nouvelle » montrant que « la démocratie est toujours vivante ». Avant et après son élection, des responsables des institutions européennes telles que Martin Schulz (président du Parlement européen) ou Pierre Moscovici (commissaire européen) expriment leur défiance à son égard.
Donald Trump a du mal à comprendre la politique environnementale de l'Union européenne et interrogé sur son opinion sur l'Union européenne, par des journalistes britanniques et allemands, en janvier 2017 alors qu'il était encore seulement candidat à la présidentiel, Trump parle de sa « très mauvaise expérience » en faisant référence à l'interdiction de son projet de mur en Irlande. Il revient ensuite sur ce sujet lors de sa première allocution à la presse à la Maison blanche, puis de nouveau en mai 2017 lors de sa première visite en Europe (en Belgique).

### Moyen-Orient
Donald Trump écrit dans son livre The America We Deserve (2000) : « Nous ne savons toujours pas ce que l’Irak fait ou s'il a les matériaux nécessaires pour construire des armes nucléaires. Je ne suis pas belliqueux. Mais si nous décidons que nous avons besoin de frapper l’Irak à nouveau, il serait fou de ne pas mener la mission jusqu’à son terme. » En 2002, il se déclare « plutôt » en faveur d’une invasion de l’Irak et déclare qu'il aurait « aimé que la première invasion se passe mieux ». En janvier 2003, quelques semaines avant la guerre d'Irak, Donald Trump se montre indécis sur le sujet en estimant que le président George W. Bush « doit faire quelque chose ou ne rien faire, parce que peut-être qu'il est trop tôt et qu’il faut peut-être attendre les Nations unies ». Peu après l’invasion, il explique que celle-ci pourrait poser problème parce que « la guerre est un bordel », mais aussi que « le marché va grimper comme une roquette » avec ce conflit. En 2004, il estime que l'invasion n'a pas été une « bonne décision » et affirme qu’il n’aurait pas géré le conflit de la sorte ; il prédit que « deux minutes » après le départ des États-Unis du sol irakien, la situation sera pire qu'avant le début de la guerre. Il soutient alors l'idée de destituer George W. Bush pour cette raison. Il met en avant cette dernière position contre la guerre d'Irak lors des primaires républicaines de 2016, tandis que certains médias soulignent un changement d'opinion sur le sujet,. Durant la campagne, il déclare que cette guerre a été « la plus mauvaise décision de l’histoire de notre pays », tout en estimant que les États-Unis auraient dû rester sur place une fois arrivés au moins « pour garder le pétrole », affirmant qu'il tombe désormais dans les mains de l'Iran.
D'une manière générale, il se montre fluctuant sur le dossier syro-irakien. Accusant Barack Obama et Hillary Clinton d'être responsables de l'émergence de l'État islamique (EI), il préconise de saisir manu militari les puits de pétrole irakiens et syriens contrôlés par ce dernier, d'attaquer les djihadistes et leurs familles et de réduire l'engagement américain en Syrie au profit d'un renforcement en Irak, évoquant la nécessité de mobiliser 20 000 à 30 000 soldats pour vaincre l'EI. Il se montre finalement hostile à l'introduction de troupes américaines au sol et privilégie la destruction des puits de pétrole contrôlés par l'EI. Il envisage de conditionner la poursuite de l'achat de pétrole à l'Arabie saoudite et à d'autres nations arabes alliées à leur engagement de troupes armées au sol contre l'EI ou à leur « remboursement substantiel » de l'investissement américain contre l'EI. Il salue l'intervention militaire de la Russie en Syrie ainsi que la décision de l'Allemagne d'accueillir les réfugiés syriens, et propose de créer une « zone sûre quelque part en Syrie » afin de stopper l'afflux de réfugiés en Europe. Il critique finalement « la naïveté de Merkel » dans la crise migratoire en Europe, et suggère que l'Allemagne et les pays du Golfe persique payent pour la création et la surveillance de zones de sécurité en Syrie destinées aux réfugiés.
Avant même de faire campagne, Donald Trump milite pour un retrait rapide de son pays en Afghanistan.

### Proche-Orient
Donald Trump soutient publiquement Benjamin Netanyahou à l'occasion des élections législatives israéliennes de 2013. Durant sa campagne, tout en se disant « totalement pro-israélien », il promet d'essayer d'être neutre (« sort of neutral guy », selon ses déclarations), position la plus à même selon lui d'aboutir à un accord,. Il souhaite surtout que l'Autorité palestinienne reconnaisse le droit d'Israël à exister en tant qu'État juif, mais promet « qu’il cesserait de considérer la solution à deux États comme une façon de résoudre le conflit israélo-palestinien ». En mars 2016, son discours devant l'American Israel Public Affairs Committee (AIPAC) est plutôt bien accueilli et même perçu comme un « tournant » de sa campagne par le journal israélien Haaretz, notamment lorsqu'il s'engage à reconnaître Jérusalem comme capitale d'Israël et à y transférer l'ambassade américaine (installée à Tel Aviv-Jaffa) — proposition récurrente au sein du Parti républicain —, ou encore à « démanteler » l'accord conclu entre les grandes puissances et l'Iran sur son programme nucléaire. Il s'était jusqu'ici singularisé par sa volonté d'« assumer » ce dernier, bien qu'il le juge « mauvais ». Son élection est accueillie comme une bonne nouvelle par le Premier ministre israélien, Benjamin Netanyahou, qui présente Donald Trump comme un « véritable ami » de l’État d’Israël.
Toutefois, après sa prise de fonctions, le 10 février 2017, il déclare au journal israélien Israel Hayom ne pas croire que le développement des implantations soit « bon pour la paix ».
En 2020, Trump et son gendre Jared Kushner présentent un « plan pour la paix pour le Proche-Orient ». C’est en substance une reconnaissance de l'occupation israélienne en plus de la consécration d'un certain nombre de revendications israéliennes contre 50 milliards de dollars d'investissement dans des plans de développement régionaux pour les Palestiniens. Parmi les grandes lignes du plan, figurent :
- l'annexion des colonies israéliennes de Cisjordanie par Israël ;
- l'annexion de l'ensemble de la Vallée du Jourdain par Israël ;
- la reconnaissance de l'annexion de Jérusalem-Est par Israël et la création d'une nouvelle capitale pour les Palestiniens en banlieue à l'Est de Jérusalem (Abu Dis) et qui serait renommée « Al Qods » ;
- la liberté de prière sur l’esplanade des Mosquées ;
- la création d'un État de Palestine, démilitarisé et renonçant au contrôle de ses frontières, de son espace aérien et de ses ressources aquifères ;
- l'octroi à l'entité palestinienne d'un bout de territoire dans le désert du Négev et la possibilité de création d'une île artificielle au large de la bande de Gaza.

Ce plan est majoritairement considéré par la communauté internationale et les pays arabes comme un simple alignement de Trump sur les intérêts israéliens. L'ONU garde la position « d'une solution à deux États entre Israël et la Palestine ».
Pour la campagne de 2024, marquée par la guerre Hamas-Israël, Trump se montre évasif sur sa politique.

### Afrique
En 2011, dans le contexte de la guerre civile libyenne, il appelle à intervenir aussi vite que possible contre Mouammar Kadhafi. Il nie avoir soutenu l'intervention militaire lors de sa campagne présidentielle.

### Russie
En 1987, Donald Trump se rend en URSS à l’invitation du régime soviétique, qui souhaite qu’il construise des hôtels de luxe à Moscou et Leningrad dans le contexte de la Perestroïka ; il cherche ainsi à faire affaire dans le pays dans les années 1990, et des capitaux russes approvisionnent un nombre important de ses projets. Entre 2007 et 2013, il salue l'action de Vladimir Poutine ainsi que son édito publié dans le New York Times, dans lequel il dénonce l'exceptionnalisme américain.
Lors de sa campagne présidentielle, il critique régulièrement la politique étrangère de Barack Obama, notamment en ce qui concerne les relations avec la Russie, qu'il se dit prêt à approfondir alors qu'elles sont particulièrement tendues. Tandis qu'il est qualifié d'homme « brillant, plein de talent » par Vladimir Poutine, Donald Trump salue son action et sa popularité en Russie fin 2015, et déclare qu'il pourrait « probablement très bien s'entendre avec [lui] ». Il indique qu'il se désintéresse de l'éventuelle intégration de l'Ukraine dans l'OTAN et reproche aux pays européens de ne pas suffisamment soutenir le pays face à la Russie dans le contexte de la guerre russo-ukrainienne. Donald Trump laisse également entendre que les habitants de Crimée sont satisfaits de l'annexion russe. Plusieurs membres de l'équipe de campagne de Donald Trump ont noué des réseaux en Russie, et sa campagne est soutenue par la chaîne nationale russe RT. D'après les sondages menés par l'institut nord-américain WIN/Gallup dans 45 pays, la Russie est le seul pays où Donald Trump est préféré à Hillary Clinton, avec 33 % contre 10 % pour sa rivale ; il y est couramment présenté comme « le candidat de la paix », et Hillary Clinton comme « la candidate de la guerre ».
Tout en niant tout lien avec la Russie, Donald Trump encourage celle-ci à s'impliquer dans les affaires politiques américaines, voire à commettre des actes de piratage informatique afin de révéler le contenu des e-mails controversés d'Hillary Clinton. Celle-ci affirme alors : « Nous n’avons jamais eu un adversaire politique étranger interférant dans notre processus électoral [et] nous n’avons jamais eu un candidat appartenant à un grand parti qui encourageait les Russes à faire davantage de piratage ». Barack Obama le critique pour avoir fait l'éloge de Vladimir Poutine et pour être apparu sur RT, ce à quoi le Kremlin réagit en dénonçant « un étalage de russophobie pure et dure ». Après l'élection de Donald Trump, Sergueï Riabkov, vice-ministre des Affaires étrangères russe, indique que « des contacts » ont eu lieu durant la campagne entre son équipe et l'exécutif russe, et que ce dernier « [connaît] la plupart des gens dans [l’] entourage » de Donald Trump ; ces propos sont aussitôt démentis par la porte-parole du président élu. Dans le même temps, Dmitri Peskov, porte-parole de Vladimir Poutine, déclare que ce dernier et Donald Trump « ont exposé les mêmes principes de politique étrangère, c’en est incroyable ».
En février 2017, Nikki Haley, la nouvelle ambassadrice des États-Unis à l'ONU nommée par Trump, annonce que les sanctions contre la Russie seront maintenues « jusqu'à ce que la Russie redonne le contrôle de la péninsule (de Crimée) à l'Ukraine ».
Pour l'invasion militaire de l'Ukraine par la Russie, il déclare qu'elle n'aurait pas eu lieu sous sa présidence et promet, s'il est réélu, de la résoudre en un jour.

### Cuba
Avec le libertarien Rand Paul, il est le seul candidat républicain des primaires de 2016 à soutenir le processus de normalisation des relations entre Cuba et les États-Unis initié par Barack Obama, mais entend négocier un meilleur accord et fermer l'ambassade américaine récemment rouverte à La Havane jusqu'à son obtention.

### Corée du Nord
Il appelle le régime chinois à « faire disparaître » Kim Jong-un, dirigeant de la Corée du Nord, puis à faire pression sur lui, en se disant prêt à dialoguer lui-même avec lui. En mai 2016, le journal officiel du Parti du travail de Corée au pouvoir en Corée du Nord salue en Trump un « homme politique sage » opposé à une « Hillary bornée », estimant que le désinvestissement des États-Unis dans le Pacifique envisagé par Donald Trump ouvrirait la voie à la réunification de la Corée. En janvier 2017, Donald Trump s'engage à empêcher la Corée du Nord de se doter de missiles balistiques capables de transporter une charge nucléaire.
La présidence de Trump est marquée par un dégel qui se concrétise en un somme bilatérial à Singapour en 2018.

### Chine
Il envisage d'imposer une taxe de 45 % sur les exportations chinoises en direction des États-Unis, à la fois pour des raisons commerciales et politiques, et souhaite obliger les Chinois à se retirer de la mer de Chine méridionale. Il promet de nouveau une guerre commerciale pour 2025.

### Canada
En juin 2018, lors des négociations de l'Accord Canada–États-Unis–Mexique, il déclare sur Twitter : « Le commerce équitable doit désormais être qualifié de commerce de dupes s'il n'est pas réciproque », affirmant erronément l'existence d'un déficit commercial américain de 100 milliards de dollars avec le Canada,,, alors que les données officielles américaines indiquent un excédent canadien de 16 milliards de dollars pour les biens, et qu'en incluant les services, le Canada enregistre en réalité un déficit de 2,8 milliards de dollars avec les États-Unis. Trump s'oppose également au système canadien de gestion de l'offre, particulièrement dans le secteur laitier, dénonçant des tarifs douaniers allant jusqu'à 270 % sur certains produits laitiers importés. Il utilise cet argument pour justifier l'imposition de droits de douane américains sur l'acier et l'aluminium canadiens.
En décembre 2024, Trump promet d'imposer des droits de douane de 25% sur les marchandises canadiennes. Il suggère également que le Canada devienne le 51e État américain, affirmant que de nombreux Canadiens y seraient favorables pour des raisons fiscales et militaires,,.78. Le 4 février 2025, à la suite de négociations avec le gouvernement canadien, le décret est mis en pause pour un mois.

### Groenland
En août 2019, Donald Trump propose l'achat du Groenland au Danemark pour un montant de 600 millions de dollars annuels, équivalent à la subvention versée par le gouvernement danois,. Selon des sources proches du dossier, il demande à ses conseillers d'étudier la possibilité de cet achat, motivé par l'importance géopolitique de l'île, ses ressources naturelles et la présence de la base aérienne américaine de Thulé. Face au refus catégorique de la Première ministre danoise Mette Frederiksen et du dirigeant groenlandais Kim Kielsen, qui qualifient cette proposition d'absurde, Trump annule sa visite d'État prévue au Danemark en septembre 2019,,.
En décembre 2024, Trump réitère sa tentative d'achat de 2019 et déclare que la possession du Groenland serait « une nécessité absolue » pour la sécurité nationale américaine et la liberté dans le monde, citant sa position stratégique dans l'Arctique et ses ressources en terres rares,.
En janvier 2025, il dit ne pas exclure le recours à la force pour annexer le Groenland.

### Panama
En décembre 2024, Trump menace d'abandonner les traités Torrijos-Carter de 1977 et de réclamer le retour du canal de Panama si les tarifs de passage du canal ne sont pas revus à la baisse, évoquant des inquiétudes quant à une possible influence chinoise dans la région,. Il désigne également la cession du canal par les États-Unis comme étant « stupide » et « une erreur ». Ces déclarations provoquent une réaction diplomatique immédiate du Panama, dont le président José Raúl Mulino réaffirme la souveraineté nationale sur le canal.
En janvier 2025, il dit ne pas exclure le recours à la force pour annexer le canal de Panama.

## Questions sociales et sociétales

### Santé
Donald Trump n'est opposé ni au Medicare ni au Medicaid : il explique que sous sa présidence, les États-Unis seront « si riches » qu’il sera inutile de les remettre en cause. Il s'engage en revanche à abroger la réforme du système de santé instaurée par Barack Obama, dite Obamacare, et souhaite remplacer le Patient Protection and Affordable Care Act (adopté en 2010) par « quelque chose de mieux », à savoir des assurances privées subventionnées par l’État et des comptes d’épargne santé individuels.

Lors de son premier entretien à la presse après son élection, Donald Trump indique qu'il étudiera les suggestions que Barack Obama lui a faites lors de leur premier entretien sur la réforme Obamacare : il indique ainsi que celle-ci serait « soit amendée, soit abrogée, soit remplacée », et confie qu'il « aime beaucoup » deux de ses dispositions, à savoir l’interdiction faite aux assureurs de refuser un patient en raison de son état de santé et la possibilité pour des parents de faire bénéficier plus longtemps leurs enfants (jusqu’à leurs vingt-six ans) de leur couverture santé.

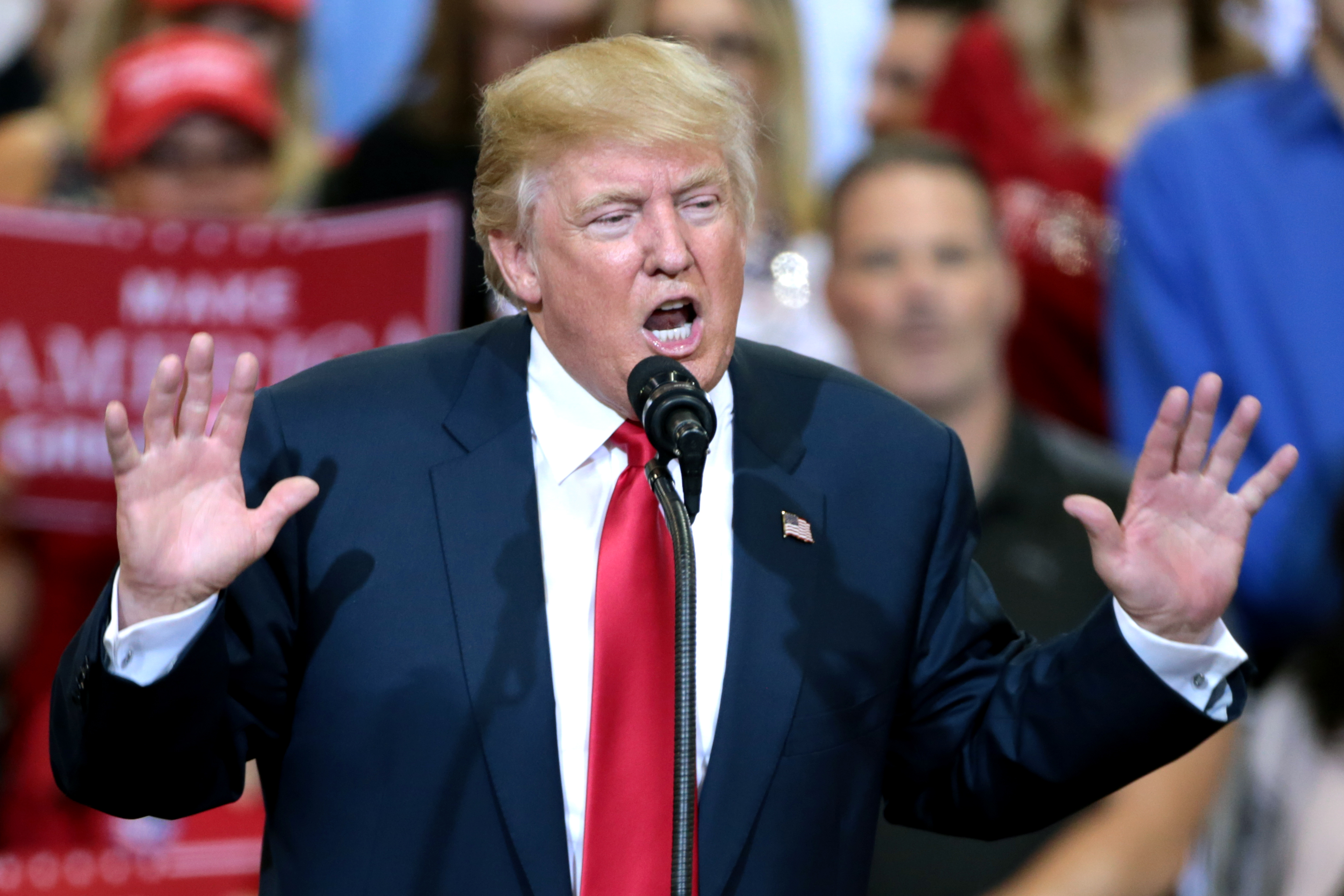
Trump en meeting à Phoenix, en octobre 2016.

### Avortement et contraception
Initialement « pro-choix », il nuance sa position en indiquant, en avril 2011, qu'il interdirait les avortements tardifs sauf pour cause de viol, d'inceste ou pour raisons de santé. Cependant, en mars 2016, il affirme que les femmes qui avortent devraient être « punies d'une manière ou d'une autre », avant de revenir sur ses propos en précisant que seuls les médecins pratiquant l'avortement devraient être punis dans le cas où celui-ci serait illégal. Il défend le planning familial, cible du Parti républicain, en particulier pour les services médicaux que cet organisme offre aux femmes les plus modestes, mais entend arrêter le financement de Planned Parenthood, un réseau de cliniques gratuites qui procurent divers services de santé aux femmes (prévention du cancer, contraception mais aussi avortement) pour ne financer que les centres qui ne procurent pas d'IVG. Confiant être devenu « pro-vie », il indique qu'il nommera des juges de cette tendance à la Cour suprême.
En mai 2022, la Cour suprême, avec l'arrêt Dobbs v. Jackson Women's Health Organization, renverse Roe v. Wade et déclare que l'avortement n'est pas protégé par la Constitution. Donald Trump félicite cette décision, mais durant la campagne pour l'élection présidentielle de 2024, prend un positionnement plus modéré, en déclarant que les régulations extrêmes de six semaines font perdre les républicains,.

### Contrôle des armes à feu
Il s'oppose à la modification du deuxième amendement de la Constitution des États-Unis et se montre généralement hostile à une réglementation plus stricte concernant la possession et la vente d'armes à feu. Après les attentats du 13 novembre 2015 en France et la fusillade de San Bernardino en Californie le 2 décembre 2015, il estime que « si les gens avaient été armés, ils auraient pu se défendre ». Il reçoit le soutien de la National Rifle Association (NRA) en vue de l'élection présidentielle.
En juin 2016, une semaine après la fusillade dans un bar gay d'Orlando par un islamiste, il se prononce pour le projet de législation interdisant aux personnes placées sur des listes de suspects de terrorisme d'acheter des armes.
Le 18 mai 2024, Donald Trump tient un discours devant la National Rifle Association, puissant lobby des armes à feu, dans lequel il lui réaffirme son soutien après qu'elle lui a versé plusieurs millions de dollars pour sa campagne pour la présidentielle de 2016. Donald Trump promet qu'il reviendra sur les mesures de régulation des armes à feu mises en place durant le mandat de Joe Biden.

### Droits LGBT
Donald Trump est plus favorable aux droits LGBT que les républicains traditionnels,. Il critique notamment les virulentes positions anti-gay du journaliste conservateur Pat Buchanan. Gregory T. Angelo, président des Républicains du Log Cabin, une association LGBT proche du Parti républicain, décrit Donald Trump comme « l'un des meilleurs, si ce n'est le meilleur, candidat républicain pro-gay ayant jamais brigué la présidence des États-Unis ».
En 2000, Donald Trump propose de lutter contre les discriminations envers les personnes homosexuelles en ajoutant l'orientation sexuelle au Civil Rights Act de 1964. Cependant, durant sa campagne de 2016, il propose de revenir sur tous les ordres exécutif de Barack Obama, dont ceux qui interdisent aux cocontractants de l'État de discriminer les personnes LGBT. Il affirme également qu'il signerait le First Amendment Defense Act (en).
Après la décision de la Cour suprême de légaliser le mariage homosexuel dans l'ensemble des États-Unis, il s'oppose à un amendement constitutionnel permettant aux États de réinterdire le mariage homosexuel. Après avoir « sérieusement considéré » la nomination d'un juge à la Cour suprême pour revenir sur cette décision,, il déclare après son élection être satisfait de la décision de la Cour suprême légalisant le mariage homosexuel et ne souhaite pas que celle-ci revienne sur sa position.
Il réprouve d'abord la loi HB2 de la Caroline du Nord, qui restreint l'accès aux toilettes publiques pour les personnes transgenres, en précisant que ces derniers peuvent choisir celles de leur choix dans la Trump Tower, puis assure ne pas avoir vraiment d’avis sur le sujet, estimant que les États doivent être souverains en la matière.

### Environnement et énergie

#### Réchauffement climatique
Comme plusieurs personnalités du Parti républicain, il remet en cause l'idée du changement climatique, déclarant qu'il s'agit d'« un canular total »,. Il affirme que le concept aurait été « créé par et pour les Chinois afin de rendre l'industrie manufacturière américaine non compétitive ».

#### Énergies et extractions
Il soutient le recours accru à la fracturation hydraulique pour l'exploitation de gaz de schiste et s'oppose à l'énergie éolienne, selon lui source de production d'énergie risible et peu fiable. Il souhaite relancer l'extraction de charbon, de pétrole et de gaz : il s'engage par exemple à demander à la société TransCanada de renouveler la demande de permis pour son projet d'oléoduc Keystone XL entre le Canada et les États-Unis, rejeté par l'administration Obama en 2015. Il souhaite que les États-Unis deviennent exportateurs nets d’énergie, autoriser les producteurs d’hydrocarbures à bénéficier de permis d’exploitations des terres et eaux fédérales, y compris en mer, et supprimer les réglementations de protection de l’eau. Dès son arrivée au pouvoir, il entend lever toutes les contraintes à la production de pétrole de schiste et conventionnel, de gaz naturel et de « charbon propre » représentant, selon lui, une valeur de 50 000 milliards de dollars pour créer des emplois.

#### Contributions ONU
Il propose de revenir sur les milliards de dollars accordés aux programmes des Nations unies sur le changement climatique et d'utiliser cet argent afin d'améliorer les infrastructures environnementales des États-Unis, notamment l'aquifère de Floride.

#### Accord de Paris
Il entend renégocier, voire annuler l'accord de Paris sur le climat,. Des médias affirment cependant qu'il entend protéger son terrain de golf en Irlande de l'érosion côtière que pourrait entraîner la hausse du niveau de la mer consécutive au réchauffement climatique.
Après son élection à la présidence des États-Unis, il se dit « ouvert » sur l'accord de Paris sur le climat, ce qui rassure ses partenaires internationaux. Il quittera finalement l'accord de Paris.

### Stupéfiants
En 1990, Donald Trump défend publiquement l'idée qu'il faut légaliser les drogues aux États-Unis pour gagner la guerre contre les trafiquants, et utiliser les taxes dégagées sur la vente légale de ces produits pour éduquer la population sur les risques liés à la consommation de ces substances.
Il a toutefois tempéré cette opinion en 2015, affirmant que le choix doit relever de la politique propre des États, et se limitant à soutenir la légalisation de la consommation de cannabis pour raisons médicales.

### Torture
En novembre 2015, il se déclare favorable à l'utilisation de la torture, notamment du « waterboarding », contre les djihadistes présumés : « Croyez-moi, ça marche, et vous savez quoi ? Si ça ne marche pas, ils le méritent quand même ».
En mars 2016, il indique qu'il « ne demander[a] pas à [l']armée ou à d’autres responsables de violer la loi », tout en ajoutant qu'il souhaite que certaines lois en la matière « soient élargies ». Il prône de nouveau la légalisation du waterboarding et d'autres modes de torture après les attentats du 22 mars 2016 à Bruxelles.
Il revient sur sa proposition de recourir à la torture en novembre 2016, jugeant, après avoir échangé avec le général James Mattis, qu'« elle ne va pas faire tellement la différence contrairement à ce que beaucoup de gens croient ».

### Surveillance
Donald Trump indique qu'il privilégie la sécurité à la protection de la vie privée concernant la surveillance, et souhaite la pleine restauration du Patriot Act. Il considère qu'Edward Snowden devrait être condamné à mort pour trahison et affirme qu'après son élection à la Maison-Blanche, la Russie l’extraderait vers les États-Unis.

### Place des femmes dans la société
Trump est considéré par certains commentateurs comme étant misogyne voire machiste. Il tente de corriger son image par le biais de sa fille Ivanka, qui met en avant l'engagement de son père « à rendre meilleur marché les gardes d'enfants, et à les rendre accessibles à tous ». Il promet également de faciliter l’instauration d’un congé maternité, qui n’existe pas aux États-Unis.

### Éthique et recherche scientifique
Donald Trump interdit en 2025 plusieurs termes dans la recherche scientifique sous peine de perdre leurs financements, parmi lesquels : Climat, femmes, réchauffement climatique, préjugés,,. Son gouvernement s'attaque à l’Agence américaine d’observation océanique et atmosphérique (NOAA), une référence mondiale en recherche scientifique. Son administration procède également à la suppression de milliers de pages internet gouvernementales lorsqu'elles évoquent les thématiques d'Inclusion, transgenre, ou encore climatique,,.

## «Champion» des droites extrêmes
Dès l’annonce en juin 2015 de sa candidature pour la nomination comme candidat du Parti républicain, où il fait part de son intention de construire un mur destiné à empêcher l’entrée aux États-Unis des « Mexicains criminels et violeurs », Trump recueille le soutien du site néonazi « The Daily Stormer », dont l’éditeur, Andrew Anglin, appelle les lecteurs à « voter pour la première fois dans nos vies pour le seul homme qui représente réellement nos intérêts ».

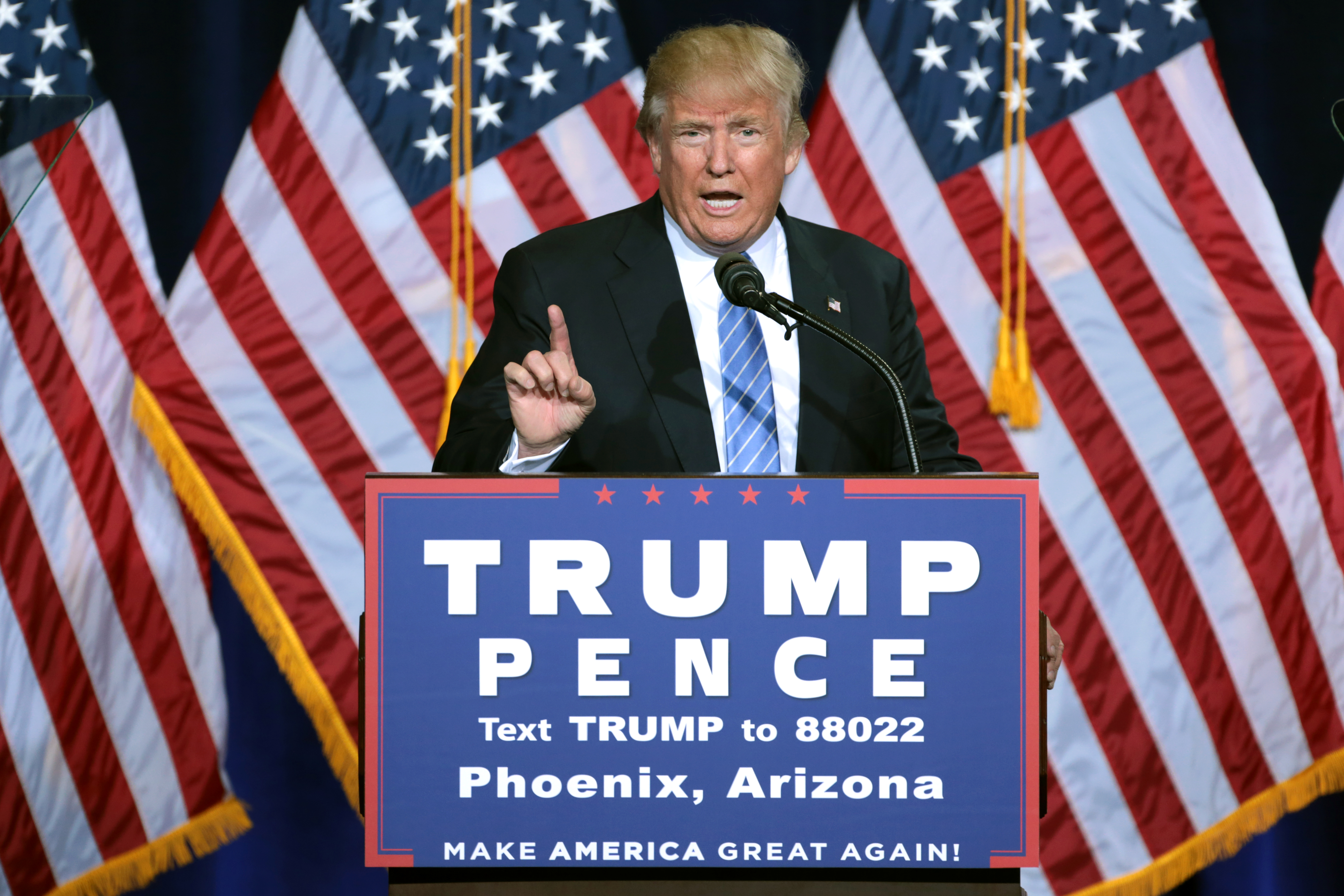
Donald Trump en meeting en août 2016.

Tout au long de sa campagne, les idées qu’expriment Trump et son programme recueillent les faveurs et le soutien de mouvements américains d'extrême droite, ultranationalistes, racistes et suprémacistes blancs, y compris le Ku Klux Klan, qui se reconnaissent dans le discours de Trump et considèrent qu'il exprime leurs idées. Au fil de la campagne électorale, le soutien de ces groupes extrémistes se renforce et s'affirme par des déclarations de ralliement. Ainsi, le président du Parti nazi américain, Rocky Suhayda, déclare : « Nous avons ici une occasion magnifique, qui pourrait ne jamais se représenter, exactement au bon moment. Les déclarations faites par Donald Trump au cours de sa campagne, à défaut d'autre chose, ont démontré que « nos vues » ne sont pas aussi « impopulaires » que la foule du politiquement correct l'a dit à qui veut l'entendre ».
Lors d'un discours en Floride, Donald Trump s'en prend à « ceux qui contrôlent les leviers du pouvoir à Washington… et les intérêts globaux spéciaux », et accuse Hillary Clinton de conspirer avec « les banques internationales pour comploter contre la souveraineté américaine en vue d'enrichir ces pouvoirs financiers globaux » ; les nationalistes blancs peuvent alors identifier le thème antisémite du complot juif,.
À l'exception notable de celui de David Duke, Trump n’a jamais rejeté ces soutiens au cours de sa campagne. Au contraire, il n’a pas hésité à reprendre à son compte et à relayer des informations fallacieuses provenant de sites internet proches de ces mouvances. En novembre 2015, il relaie sur Twitter un message contenant un graphique affirmant notamment que 81 % des Blancs victimes de meurtres seraient tués par des Noirs. Une vérification factuelle effectuée par le site Politifact se basant sur les données du FBI montre que le chiffre est en réalité de 15 %. Interrogé à ce sujet par Bill O'Reilly sur Fox News, Trump explique qu’il « ne peut pas vérifier toutes les statistiques », et lorsque son interlocuteur lui dit qu’il « ne devrait pas mettre son nom sous des trucs pareils », Trump rétorque que ces chiffres « provenaient de sources très crédibles ».
Au mois d'août 2016, Trump choisit d'embaucher comme « directeur général de campagne » l'ultraconservateur Stephen Bannon, alors directeur de BreitBart News, un site d'information « politico-trash » très populaire au sein de la mouvance de l'Alt-right. Cette « droite alternative » désigne différentes franges du mouvement conservateur américain partageant certaines idéologies, principalement racialistes ou racistes comme le nationalisme blanc ou le suprémacisme, et qui toutes sont hostiles à l'immigration, au multiculturalisme et au « politiquement correct », autant de thèmes utilisés par Trump pour sa campagne.
L'association américaine Southern Poverty Law Center (SPLC), reconnue pour ses travaux d'étude et de surveillance des courants extrémistes, considère que « Trump est un héros pour l'« Alt-right ». À travers une série de campagnes semi-organisées, les militants de l'« Alt-right » ont appliqué l'appellation insultante « cuckservative » à tous les principaux candidats à la primaire républicaine à l'exception de Trump, lequel pestait régulièrement contre le « politiquement correct », les musulmans, les immigrants, les Mexicains, les Chinois et d'autres. Ils ont aussi travaillé dur pour apposer la marque Alt Right sur Trump grâce à l'usage de hashtags et de mèmes. »
La campagne de Trump a aussi pour effet de populariser et de rendre beaucoup plus visibles les thèmes de prédilection de l’extrême droite. Le fait qu’un candidat à l’élection présidentielle les endosse aussi facilement leur confère un vernis de respectabilité. Selon Richard B. Spencer, un des nouveaux leaders de l’Alt-droite, Trump « aura du mal à remporter les élections en novembre ». Il ajoute toutefois qu’« il y a toujours eu aux États-Unis des personnes qui avaient un idéal raciste. Je pense que maintenant c’est comme si notre temps était venu ». Un point de vue partagé par la directrice du SPLC, pour qui la présidence de Trump pourrait servir à une tactique de recrutement supplémentaire pour les groupes racistes et suprémacistes. Selon elle, les commentaires antérieurs de Trump sur les musulmans, les réfugiés et l'immigration ont rendu moins ostracisant le fait de partager des opinions racistes, ce qu'elle résume sur le mode ironique par : « C'est à la Maison-Blanche maintenant, alors pourquoi pas vous ? Qu'y a-t-il de mal à haïr les musulmans ? »
La presse et les médias anglo-saxons en sont ainsi venus à débattre de la question de savoir si Donald Trump était ou non un fasciste, voire un néo-fasciste, un certain nombre d'entre eux n'hésitant pas à répondre par l'affirmative à cette question. De même, le parallèle entre la campagne menée par Trump et l'accession au pouvoir d'Adolf Hitler dans l'Allemagne en crise des années 1930 a fait l'objet de débats polémiques, dans la presse et les discussions sur Internet. Kirk Douglas publie ainsi une « lettre ouverte à propos de Trump » dans laquelle l'ancien acteur, évoquant son passé de centenaire pour souligner les similitudes entre la Grande dépression, la montée du nazisme et « la stratégie de la peur » mise en œuvre par Donald Trump, cherche à alerter l'opinion sur le risque de répétition d'un désastre historique. Pour le quotidien israélien Haaretz, qui fait la liste des points communs aux deux périodes, ces analogies sont éclairantes, estimant que « l’Amérique d’aujourd’hui n’est pas l’Allemagne nazie et Trump n’est pas le Führer. Mais aujourd’hui, il devient plus facile de comprendre comment des millions de gens ont accepté les mensonges éhontés et les dangereux délires du tyran [Hitler] ».
En France, certains observateurs ont exprimé leur désaccord avec cette caractérisation de Trump. Ainsi Laure Mandeville, auteure d'un ouvrage sur le leader républicain, dit ne pas être « convaincue par l'image de « Hitler », fasciste et raciste, qui lui a été accolée par la presse américaine ». Elle rappelle notamment que Trump avait déjà envisagé de se présenter à la présidence en prenant avec lui la vedette de télévision afro-américaine démocrate Oprah Winfrey, fait qui selon elle « ne colle pas avec l'image d'un raciste anti-femmes ». Le qualificatif de « fasciste » est également récusé par le journaliste français André Bercoff, qui estime que Trump n'est ni Hitler, ni Achille Zavatta, ni un idéologue, mais un pragmatique qui peut rassembler(analyse en partie reprise par Barack Obama), et par l'historien Serge Berstein, pour qui Trump est un bon représentant du populisme, un qualificatif qui serait acceptable selon Pierre-Marcel Favre.
Du fait de cet usage fréquent du terme « populiste » pour qualifier Trump, la philosophe Catherine Colliot-Thélène, auteure de Peuples et populisme, est interrogée pour savoir si, selon elle, Donald Trump est un populiste. Elle répond qu'« on peut dire que le président-élu est xénophobe, démagogue, qu’il n’a apparemment aucun respect pour les principes constitutifs de l'État de droit et qu’il est vulgaire, ignorant, notamment sur l’Europe. […] Mais quand on qualifie Bernie Sanders aussi bien que Donald Trump de « populistes », le terme ne désigne plus que la méfiance envers les élites politiques traditionnelles. » Elle ajoute être « de plus en plus convaincue que le terme « populisme », du fait des usages inflationnistes dont il fait l’objet depuis plusieurs années, est un obstacle à une analyse sérieuse des transformations de la politique, en Europe ou aux États-Unis. Qu’y a-t-il de commun entre les partis qualifiés de populistes qu’on classe à gauche et à droite ? Certains sont xénophobes, d’autres non. Certains s’opposent au libéralisme économique, d’autres non ».
Les premiers jours suivant l'élection de Trump sont marqués aux États-Unis par une multiplication des agressions racistes et des actes et paroles de haine. Des inscriptions comportant des croix gammées ou des slogans dirigés contre les Noirs, tel que « Black Lives Don't Matter and Neither Does Your Votes » (« La vie des Noirs ne compte pas et vos votes non plus ») sont signalés à travers le pays,. Dans le même temps, une vidéo circulant sur Internet montre des collégiens du Michigan scander « Build the wall! » (« Construisez le mur ! ») à la cantine ; dans l'Utah, ce sont les enfants d'une maternelle qui ont chanté « Go back to Mexico » (« Retourne au Mexique ») à leurs camarades latino-américains,.
Le 14 novembre 2016, Donald Trump annonce la désignation de Steve Bannon pour le poste de futur haut conseiller et chef de la stratégie à la Maison-Blanche. Initialement pressenti pour être nommé secrétaire général de la Maison-Blanche, cet ancien patron de Breitbart News qui a dirigé la campagne finale de Trump est présenté comme proche des milieux d'extrême droite, dont il défend les thèses suprémacistes et conspirationnistes, et fait partie des principaux leaders de la « droite alternative »,,.
Quelques jours plus tard, Trump « condamne » les participants à la conférence de l’« alt-right » qui lui avaient exprimé leur soutien en scandant « Heil Trump » et en faisant le salut nazi. Donald Trump exprime néanmoins son soutien à Stephen Bannon, affirmant qu'il ne l'aurait pas engagé s'il pensait que celui-ci était raciste, ou proche de l'alt-right, bien que ce dernier n'ait jamais caché ses liens étroits avec cette mouvance. Cette tentative de se démarquer fait réagir le président du Southern Poverty Law Center, qui déclare que « pendant sa campagne, Monsieur Trump avait fait semblant de ne rien savoir sur David Duke, un suprémaciste blanc de longue date. Maintenant, il fait semblant de n’avoir aucune idée de savoir pourquoi cette élection a encouragé la nouvelle expression du mouvement suprémaciste blanc, la soi-disant “alt-right” ».

## Économie

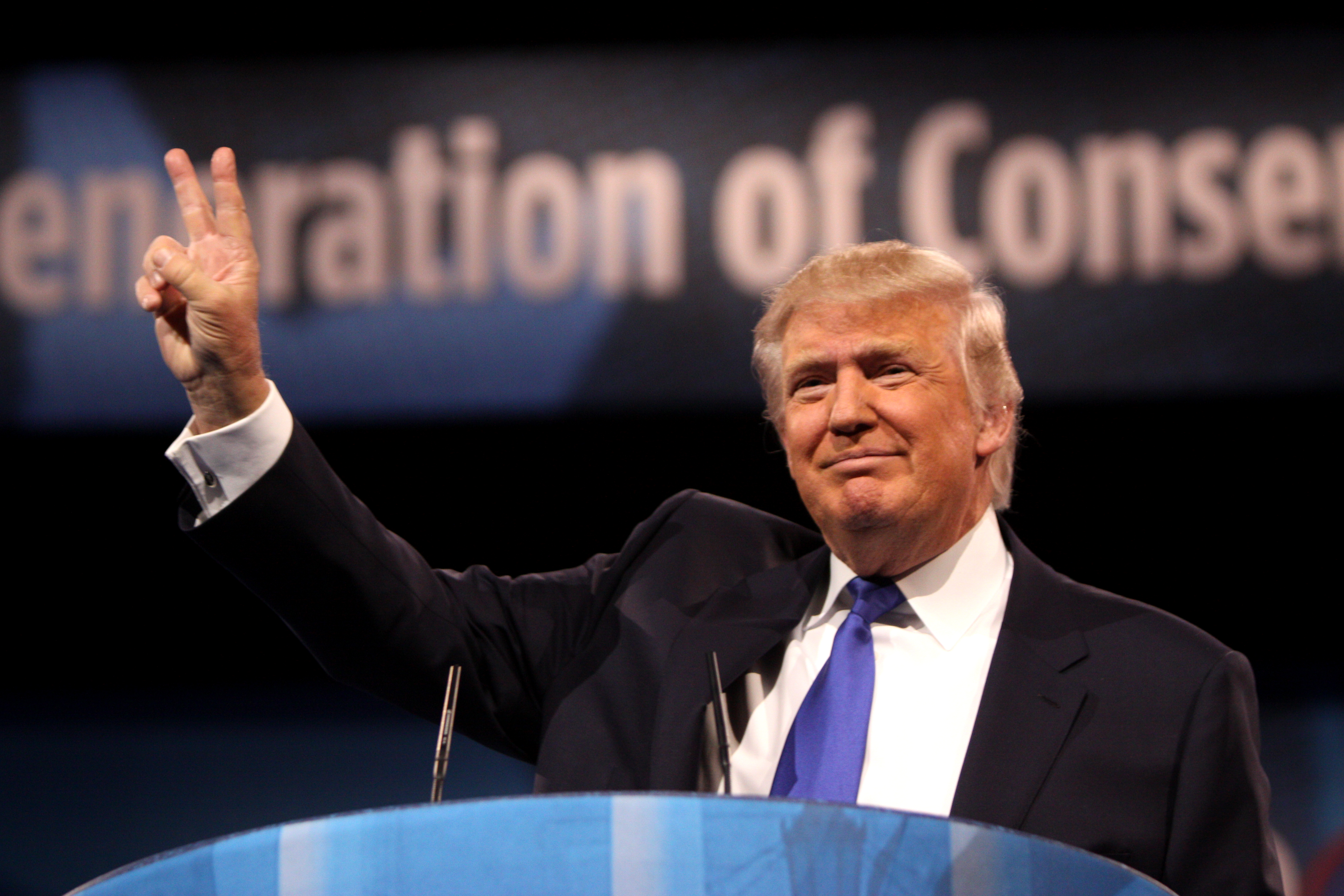
Donald Trump à la Conservative Political Action Conference de 2013.

Pour l'universitaire Anil Hira, Donald Trump se situe dans la filiation républicaine eu égard aux « valeurs traditionnelles de conservatisme fiscal et d'État réduit, et à la considération du secteur privé comme un levier de croissance économique ».
Donald Trump propose en 2011 de supprimer l’impôt des sociétés. En 2016, il se prononce pour une baisse de l'impôt sur les sociétés de 35 à 15 % et pour une taxe de 10 % sur le rapatriement des bénéfices réalisés à l'étranger. Il préconise une réduction de la fiscalité sur les travailleurs et les entreprises américaines, et un allègement de la réglementation des entreprises (y compris au niveau des droits sociaux et au niveau environnemental). Il se dit « très fier » de présenter « la plus grande réduction d'impôts depuis Ronald Reagan » ; elle serait en effet bien plus large que celle mise en place par ce dernier en 1981. Il estime que les États-Unis ont besoin d'un moratoire sur toute nouvelle réglementation économique. Il prône une réduction des effectifs de la fonction publique, une rationalisation des dépenses publiques et une augmentation des recettes fiscales en luttant contre la fraude.
En 2011, il se prononce pour un plan « 1-5-10-15 » concernant l’impôt sur le revenu, dans une optique de simplification du code des impôts : quatre tranches de revenus (inférieure à 30 000 $, entre 30 000 $ et 100 000 $, entre 100 000 $ et 1 000 000 $, supérieure à 1 000 000 $) seraient taxées respectivement à hauteur de 1 %, 5 %, 10 % et 15 %. L’impôt des successions serait supprimé, les revenus des capitaux seraient moins taxés, tandis qu’une taxe de 20 % frapperait les importations et qu’une taxe de 15 % toucherait la sous-traitance à l’étranger. Lors de sa campagne de 2016, il appelle à une réduction du nombre de tranches de sept à quatre (en septembre 2015), puis à trois, en réduisant le taux maximal de 39,6 % à 33 % et en prédisant un taux nul pour « la plupart des travailleurs américains ». L'Obs voit dans la rectification de ses propositions fiscales, courant 2016, « des gages de bonne volonté à son camp, qui le critique de plus en plus », et un alignement « sur ce que souhaite mettre en place la majorité républicaine au Congrès ».
Donald Trump recommande plus de fermeté dans les tractations commerciales avec des États tels que le Japon ou la Chine et vante ses capacités de négociateur. Il déclare lors de l’annonce de sa candidature : « [L'Amérique] a l'habitude de connaître des victoires, mais ce n’est plus le cas. Quand avons-nous pour la dernière fois vaincu un État tel que, disons, la Chine dans une négociation commerciale ? Ils nous tuent. Je bats la Chine tout le temps. Tout le temps »,.
Après avoir jugé en 2005 que les délocalisations n'étaient « pas nécessairement une mauvaise chose », il promet de les limiter et d’augmenter les taxes sur les produits importés, et s'oppose aux grands accords de libre-échange tels que l'accord de partenariat transpacifique et le partenariat transatlantique de commerce et d'investissement, estimant qu'ils ne créent pas d’emplois. Il entend renégocier l'ensemble des accords commerciaux internationaux signés par les États-Unis, ou les dénoncer s'il ne les juge pas satisfaisants, en particulier l'Accord de libre-échange nord-américain. Évoquant l’instauration d’une « taxe » de 15 à 35 % sur les produits mexicains, il envisage une sortie de l'Organisation mondiale du commerce ou une renégociation avec celle-ci, qui interdit une telle mesure. Une fois élu, il entend négocier uniquement des accords commerciaux bilatéraux. Ses propos rejoignent les préoccupations d'une majorité d'Américains et notamment de ses sympathisants, mais sont désapprouvés par la Chambre de commerce des États-Unis, traditionnellement proche des Républicains, et par l'Association des entreprises manufacturières américaines. Il entend séduire les sympathisants de Bernie Sanders, battu par Hillary Clinton lors des primaires du Parti démocrate, qui rejettent également les accords de libre-échange.
Il exprime plusieurs positions successives sur le salaire minimum légal : il s'oppose dans un premier temps à son relèvement, estimant que les salaires sont trop élevés, puis s'y montre favorable, avant de déclarer que « la question devra revenir aux États ». En juillet 2016, il affirme vouloir l'augmenter de 7,25 dollars (6,50 euros) à 10 dollars (9 euros) de l’heure.
Donald Trump s'oppose à la doctrine officielle américaine du « dollar fort ». Tout en saluant la politique de taux bas de Janet Yellen à la présidence de la Réserve fédérale, il se dit « enclin » à procéder à son remplacement en cas de victoire. En septembre 2016, il accuse la Réserve fédérale de garder des taux directeurs « artificiellement bas » pour plaire au président Barack Obama, propos auxquels Janet Yellen réagit vivement.
Il se dit partisan de l'endettement, allant ainsi à l'encontre du positionnement du Parti républicain depuis plusieurs décennies.
Il propose de démanteler la quasi-totalité de la réforme Dodd-Frank, adoptée après la crise des subprimes, pour éviter à l’État fédéral de devoir renflouer des établissements financiers en difficulté.
Il annonce un plan de développement des infrastructures de 1 000 milliards de dollars sur dix ans, principalement à l'initiative du secteur privé avec un crédit d’impôt offert aux entreprises privées qui lanceront des projets et un financement à 85 % par de la dette.

## Institutions
Trump se montre partisan d’une réforme du système de financement des campagnes électorales[réf. souhaitée]. Il accuse ses adversaires républicains — Jeb Bush en particulier — d’être assujettis aux bailleurs de fonds de leur campagne,. Il qualifie de « honte » la législation applicable en la matière, marquée par plusieurs décisions de la Cour suprême, dont l’arrêt Buckley v. Valeo, qui supprima, entre autres, le plafond imposé par la loi à la contribution des candidats à leur propre campagne, et l'arrêt Citizens United v. Federal Election Commission, qui autorise la participation financière des entreprises aux campagnes politiques.
Il propose d'instaurer une limite du nombre de mandats pour les élus du Congrès.

## Immigration et politique des frontières

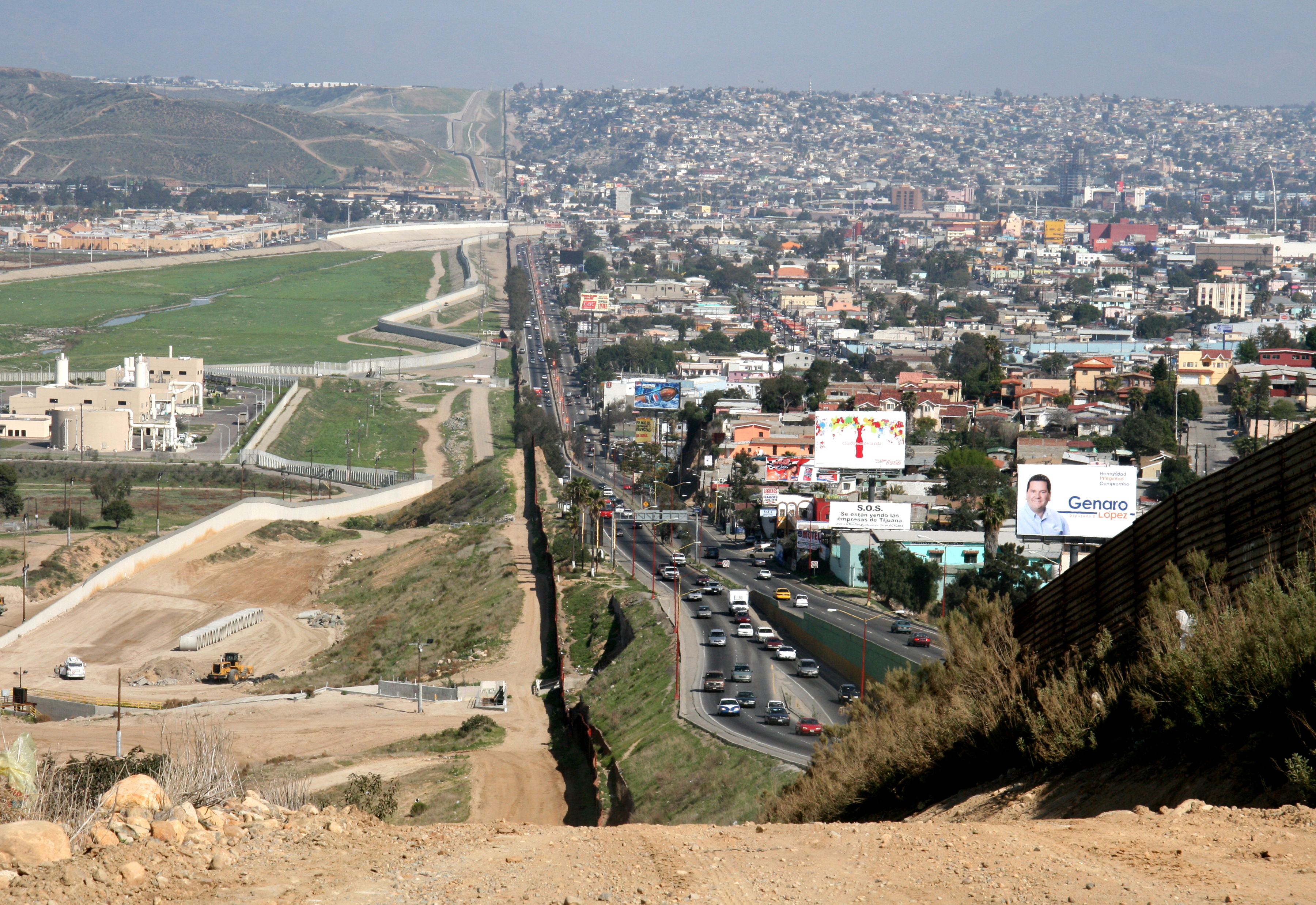
Une des mesures du programme de Donald Trump est la construction d'un mur, en lieu et place de l'actuelle barrière, le long de la frontière mexicaine, ici à Tijuana.

Donald Trump appelle, dès le discours annonçant sa candidature en juin 2015, à la construction d'un mur le long de la frontière mexicaine, en lieu et place de l'actuelle « barrière », avec pour objectif « d'arrêter l’immigration illégale »,,. Après avoir promis de construire un mur tout le long de la frontière (3 200 km), il estime qu'il sera suffisant de construire seulement sur la moitié de celle-ci. Durant sa campagne, il avance des hauteurs variant de 10 à 27 m de haut. Son coût est évalué à plusieurs milliards de dollars, voire plusieurs dizaines de milliards. Il déclare que le paiement de la construction sera réclamé au Mexique, qui a un important déficit commercial avec les États-Unis,, et menace de le contraindre en bloquant une partie des milliards de dollars envoyés chaque année dans leur pays par les Mexicains vivant aux États-Unis. En réponse, le président du Mexique Enrique Peña Nieto assure à plusieurs reprises que son pays ne paiera « en aucun cas » pour la construction d’un tel mur. La proposition influe sur le cours du peso mexicain et la visite de Donald Trump au Mexique le 31 août 2016, à l'invitation de l'exécutif mexicain mais fortement désapprouvée par la population du pays, provoque la plus grave crise du mandat d'Enrique Peña Nieto avec la démission de Luis Videgaray, le ministre des Finances à l'origine de l'invitation, au regret de Donald Trump. Cette proposition devient la mesure phare de son programme, et un slogan, « Build that wall ! » (« Construisez ce mur ! »), qui est largement repris par ses partisans. Elle est également prônée par son concurrent Ted Cruz,. Après l'élection de Donald Trump, Le Monde estime que « jamais depuis l’annexion du Texas, en 1846, les deux voisins n’étaient arrivés à une telle tension diplomatique ». Il indique alors que des clôtures seront installées « pour certaines zones » plutôt qu'un mur mais réaffirme que le Mexique paiera le mur, et ce par voie de remboursement. Une loi de 2006 accorde au président américain la prérogative d'étendre les barrières frontalières, sans passer par le Congrès.
Le pape François juge, en février 2016, « qu’une personne qui veut construire des murs et non des ponts n’est pas chrétienne ». Donald Trump, qui avait déjà estimé que « le pape est quelqu’un de très politique » et qu’« il ne comprend pas les problèmes de notre pays », répond vivement à son tour, en s'indignant du fait « qu’un responsable religieux mette en doute la foi d’une personne ».
En août 2015, il se prononce pour l'expulsion des États-Unis de tous les immigrés clandestins (soit 11 millions d'individus). En février 2016, il assure ne pas vouloir combattre l'immigration « mais l'immigration illégale », qui « doit être stoppée, ainsi que celle de ceux qui veulent nous imposer leurs règles et leurs dogmes ». En août 2016, il infléchit pour la première fois sa proposition en laissant entendre que seuls « les mauvais » sans-papiers pourraient être expulsés, ce qui « l'obligerait à envisager des régularisations partielles qu’il a pourtant catégoriquement écartées jusqu’à présent » d'après Le Monde. Selon Mediapart, « les experts prévoient sur ce sujet un cauchemar administratif tel que le projet n’aboutira jamais ». Il souhaite par ailleurs expulser les milliers de réfugiés syriens entrés sur le sol américain, qu'il présente comme un « cheval de Troie » pour les terroristes. Il souhaite réformer le droit du sol, qui représente pour lui « le plus gros aimant pour l’immigration illégale », ce qui implique de modifier le XIVe amendement de la Constitution ou de jouer sur son interprétation. Après son élection, conformément à ce qu'il avait déclaré en août, il annonce son intention d'expulser ou d'emprisonner « les gens qui sont des criminels et qui ont des casiers judiciaires, qui appartiennent à des gangs, qui sont des trafiquants de drogue [...], sans doute 2 millions, ça peut aussi être 3 millions [de personnes] ». Donald Trump cite comme modèle l'Opération Wetback, un programme d'expulsion de clandestins mexicains mené en 1954 sous la présidence de Dwight D. Eisenhower. Les experts et universitaires spécialistes de l'immigration évaluent le coût de l'opération prônée par Donald Trump à plusieurs centaines de millions de dollars, voire plusieurs milliards, le pic historique d'expulsions annuel étant de plus de 438 000 en 2013 ; Donald Trump entend ainsi tripler les effectifs de l'U.S. Immigration and Customs Enforcement.
Il entend réduire l'immigration légale, qui engendre selon lui un dumping social et un taux de chômage élevé, inciter les entreprises à embaucher les citoyens américains en priorité, obliger les candidats à l'entrée sur le sol américain à certifier qu'ils peuvent subvenir à leurs propres besoins, rehausser les standards d'admission des réfugiés dont il juge le programme trop coûteux — pour mieux prendre en charge les orphelins américains et améliorer la sécurité dans les quartiers sensibles. Ce point est peu évoqué au cours de sa campagne. En août 2016, il appelle à maintenir la part des immigrés « dans des normes historiques » et à les choisir en fonction « du mérite, du talent et de la compétence ». La préférence nationale qu'il entend instaurer à l'embauche irait à l'encontre du Civil Rights Act, lui-même protégé par le XIVe amendement de la Constitution qui garantit une protection égale des lois pour toute personne présente sur le territoire américain.
Dans le contexte de l'état d'urgence en France, il prône la mise en place d'« un contrôle extrême » sur les ressortissants français à la frontière américaine, estimant que la France a été « infectée par le terrorisme » tout comme l’Allemagne.
Pour Le Monde, les positions de Donald Trump en matière d'immigration sont « les plus radicales jamais adoptées par le Parti républicain ». Selon la journaliste Amy Dardashtian, sa politique immigratoire pourrait être jugée plus respectueuse de la Constitution américaine et de sa clause dite Take Care, que celle de Barack Obama.

## Musulmans et islamisme
Le 7 décembre 2015, Donald Trump déclare que s'il était élu, il stopperait provisoirement l'immigration des musulmans aux États-Unis, citant une étude du Pew Research Center selon laquelle « une grande partie de la communauté musulmane éprouverait de la haine envers les Américains ». Il dit en particulier redouter de nouvelles tueries semblables à celle de San Bernardino. Cette interdiction d’entrée concernerait les immigrés, mais aussi les visiteurs et les touristes musulmans.

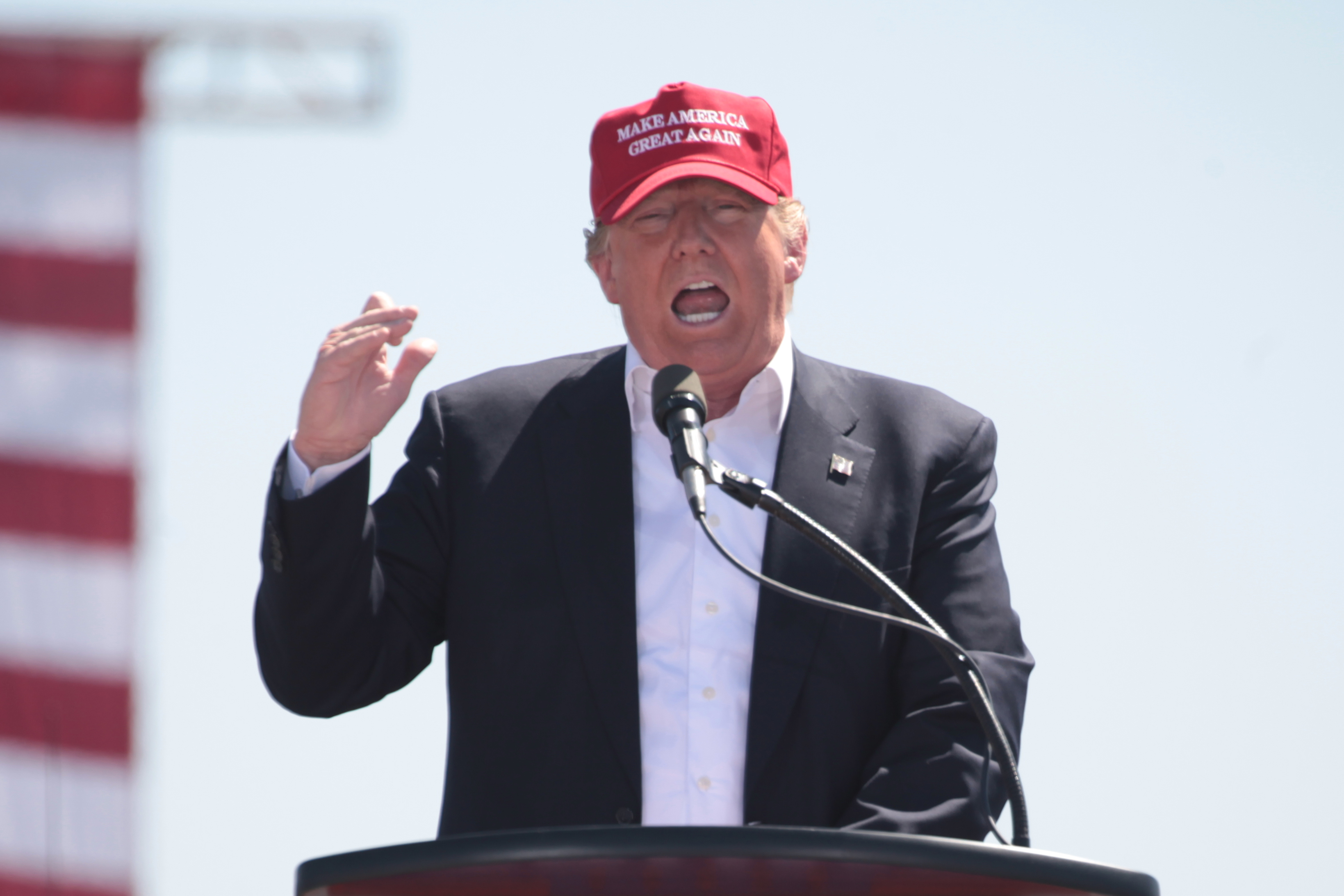
Donald Trump en meeting à Fountain Hills (Arizona), en mars 2016.

Il justifie cette mesure « temporaire » en la comparant à celle prise par Franklin Delano Roosevelt concernant les Japonais et les Allemands pendant la Seconde Guerre mondiale. En réaction, une pétition qui vise à interdire l'entrée de Donald Trump au Royaume-Uni est lancée sur le site internet du Parlement britannique ; celle-ci obtient les 100 000 signatures qui la rendent éligible pour être soumise au débat au Palais de Westminster,. The Trump Organization indique alors qu'elle est prête à renoncer à un milliard de dollars d'investissements dans ses deux golfs écossais et à tout nouvel investissement au Royaume-Uni si on lui interdit d'entrer dans le pays. Les propos de Donald Trump entraînent des critiques de la part du Premier ministre britannique David Cameron et de Sadiq Khan, maire musulman de Londres élu en mai 2016, pour qui Donald Trump se dit prêt à faire une exception en cas de visite sur le sol américain. D'après certains analystes, cette mesure serait illégale, voire contraire à la Constitution,. Pour Khaled Abou El Fadl, professeur de droits de l'homme, elle serait contraire aux engagements internationaux des États-Unis.
Le 7 décembre 2015 également, Donald Trump envisage la fermeture d'internet « dans certaines régions » pour contrer l'islamisme radical.
À la suite de la fusillade du 12 juin 2016 à Orlando, commise par un homme ayant prêté allégeance à l'État islamique, il déclare que les musulmans établis aux États-Unis ne dénoncent pas aux autorités leurs coreligionnaires faisant preuve d'un comportement pouvant laisser supposer une radicalisation. Il est contredit par plusieurs responsables de la police et du FBI, dont le directeur James Comey, qui explique que « c'est au cœur de l'efficacité du FBI d'avoir de bonnes relations avec ces gens ». Donald Trump se dit également ouvert au profilage des musulmans, tout en affirmant qu'il en « déteste le concept ». Il souligne l'incompatibilité de l'islam radical « avec les valeurs et institutions occidentales », notamment la défense du droit des femmes et des homosexuels.
En août 2016, il se prononce pour que des « tests de dépistage idéologiques » soient imposés aux personnes souhaitant émigrer aux États-Unis, sur le modèle de ceux mis en place pendant la guerre froide, afin d’identifier de possibles extrémistes. Durant l'été 2016, il ne mentionne plus sa volonté d'interdire temporairement l'immigration des musulmans mais évoque un gel de l'immigration en provenance de zones touchées par le terrorisme, sans les désigner.
Alors que Hillary Clinton l'accuse de « devenir le meilleur recruteur pour l'État islamique », des extraits de ses discours sur le sujet sont repris dans des vidéos de groupes de propagande djihadistes au début de l'année 2016. Daniel Benjamin, ancien coordinateur du contre-terrorisme au département d'État sous l'administration Obama, considère que la politique que Trump entend mener contre le djihadisme serait contreproductive, voire dangereuse, et que d'un point de vue stratégique, ses vues sont plus proches de celle de l'inspecteur Clouseau que de Clausewitz. Après son élection, des figures djihadistes non affiliées à l'État islamique se réjouissent de sa victoire.
Selon l'historienne Sally Howell, spécialiste de l’islam américain, les propositions de Donald Trump visant les musulmans et les ressortissants de pays où sévit le terrorisme ont « libéré une parole anti-musulmans et provoqué une vague d’islamophobie comme le pays n’en avait jamais connu. » Rappelant que plus de cent mosquées ont été attaquées ces derniers mois et que les violences anti-musulmans ont explosé, elle estime que « l’islamophobie a en quelque sorte été légitimée ».
Contrairement à l'immigration, ce thème de campagne s'avère inédit dans l'histoire des présidentielles américaines : l'universitaire Michel Goussot considère qu'« on serait ainsi passé de la cible visant le communisme à celle visant l’islam ».

## Allégations sur Barack Obama
En 2011, alors qu'il envisage l'éventualité d'une candidature à l'élection présidentielle de 2012, il reprend une théorie selon laquelle Barack Obama ne serait pas né sur le territoire des États-Unis, mais au Kenya, ce qui aurait pour conséquence de le rendre inéligible au poste de président des États-Unis. Il déclare aussi que ses notes étaient insuffisantes pour qu'il intègre la faculté de droit de Harvard. Ses propos suscitent une large polémique. Pour l'universitaire Gregory Benedetti, « Donald Trump devint le porte-drapeau d'une branche ultra-conservatrice désireuse de présenter Obama comme un étranger, un Autre culturel et identitaire ».
Après avoir soutenu cette théorie du complot durant cinq années, notamment au travers de nombreux tweets, il reconnaît finalement, en septembre 2016, qu'Obama est bien né aux États-Unis.
Après la fusillade d'Orlando, Trump laisse entendre qu'Obama, en refusant de prononcer les mots d’« islam radical », pourrait être un sympathisant de l'État islamique.
À ce propos, Jeet Heer du The New Republic trace un parallèle entre le discours de Trump sur Obama et celui tenu à la fin des années 1950 par Robert Welch, qui accusait le président Eisenhower d'être un agent de la conspiration communiste. Se référant à l'ouvrage de Richard Hofstadter The Paranoid Style in American Politics (en), Heer poursuit en expliquant que le style « paranoïde » était aux États-Unis un mode de pensée récurrent s'étant historiquement manifesté dans beaucoup de mouvements de masse, mais qu'il était malgré tout resté cantonné aux marges de la société. Pour la première fois, explique Heer, le style « paranoïde » s'impose au sein d'un parti politique de premier plan.
En mai 2020 commence l'affaire de l'Obamagate : Donald Trump accuse Barack Obama et son administration, dont Joe Biden, d'avoir consacré les dernières semaines de son mandat à enquêter sur Michael T. Flynn et d'avoir utilisé illégalement les services gouvernementaux pour lui nuire.

## Anti-mondialisation et défense de la classe moyenne
Pendant sa campagne électorale pour les présidentielles de 2016, Donald Trump propose diverses mesures antimondialisation : la sortie de l'Alena, un accord de libre-échange entre les États-Unis, le Canada et le Mexique, l'arrêt des négociations sur le TAFTA négocié avec l'Union européenne, et une taxation forte sur les produits en provenance de Chine et du Mexique. Romaric Godin, journaliste à La Tribune, affirme que la victoire de Trump découle d'une crise de la mondialisation, et que, comme pour le Brexit au Royaume-Uni, ce sont les régions affectées par la perte de leurs industries qui ont fait pencher la balance en faveur de Donald Trump. Le politologue Thomas Guénolé attribue la victoire de Trump à un rejet de la mondialisation « malheureuse », et observe lui aussi un découpage territorial des États-Unis, où les régions appauvries et désindustrialisées forment le « moteur du vote » pour Trump. Pour Emmanuel Todd, l'élection de Donald Trump est synonyme à la fois de reconstruction nationale et d'une distanciation avec la globalisation.
En 2016, plus de 80 % des américains n'ont pas retrouvé le niveau de vie qui était le leur en 2007, juste avant que ne se déclenche la crise financière et économique de 2008. Selon le politologue Dominique Moïsi, un pourcentage important de la population américaine pense être victime de la mondialisation, qui leur impose une mise en concurrence injuste avec des pays à bas coût de salaire comme la Chine, même si l'écart avec ce pays en particulier s'est réduit ces dernières années. Selon Romaric Godin, dans les régions désindustrialisées, les populations sont, soit sorties du marché du travail, soit ont trouvé du travail dans les services, mais souvent précaire, mal payé, et à temps partiel. Pour André Grjebine, directeur de recherche au Centre de Recherches Internationales de Sciences Po, les électeurs ont choisi Donald Trump car ils estimaient qu'il pourrait les protéger de la mondialisation « sauvage » qu'ils subissaient. Le Monde affirme que Donald Trump « est devenu le 45e président des Etats-Unis en dénonçant les effets de la globalisation », qui a sorti, certes, des centaines de millions d'habitants des pays pauvres de l'extrême pauvreté, mais a aussi, par le biais des délocalisations, « ravagé bien des territoires américains ou européens. »
D'après Le Figaro, Donald Trump a su toucher pendant sa campagne un « électorat blanc modeste » s'estimant perdant face à la mondialisation. Un sondage effectué à la sortie des urnes pendant les élections présidentielles de novembre 2016 montre que les classes moyennes ont voté, en majorité, pour Donald Trump (50 % répondent avoir voté Trump, 46 % avoir voté Clinton). Et, selon l'historien Sébastien Mort, les électeurs ayant porté Donald Trump au pouvoir font majoritairement partie de la classe moyenne, touchée par le déclassement. Ces gens sont menacés par le sous-emploi et, souvent, payés un salaire inférieur à ce qu'ils pouvaient initialement prétendre en fonction de leur niveau d'étude. Romaric Godin parle d'un sentiment d'insécurité, et d'un immense sentiment de déclassement. Et François Legault, chef d'un parti politique québécois, estime que Donald Trump a le mérite de s'être préoccupé de la classe moyenne, et notamment de son désir de payer moins d'impôts.